# Susanna Tamaro
Susanna Tamaro, född 12 december 1957 i Trieste, är en italiensk författare. Hennes roman Gå dit hjärtat leder dig är den mest sålda italienska romanen under 1900-talet.

## Biografi
Susanna Tamaro, avlägsen släkting till författaren Italo Svevo (1861-1928), föddes i en splittrad familj. Modern var mycket ung och fadern övergav familjen när Susanna var liten. Hon tillbringade mycket tid med sin mormor, och levde som ung en tid i en kibbutz i Israel. 
Hon studerade till dokumentärfilmare i Rom, och gjorde sin första film, en animerad kortfilm om en inkaindiansk legend, som examensarbete, L'origine del giorno e della notte. Hon har därefter bland annat arbetat vid Radiotelevisione Italiana. Efter att under några år ha bott i Rom, flyttade Tamaro till bergen i Umbrien 1989, framför allt för att lindra sin astma.
Den första romanen Tamaro skrev, Illmitz (1987), skickade hon på rekommendation av Claudio Magris till olika förlag, men den refuserades och är fortfarande opublicerad. Hon debuterade som romanförfattare med La testa tra le nuvole 1989, för vilken hon belönades med Elsa Morantepriset. Den är översatt till svenska med titeln Med huvudet bland molnen. Hennes andra bok, novellsamlingen Per voce sola (1991, svenska Ensamma röster), belönades med Internationella PEN-priset, och blev hennes internationella genombrott. Efter den tredje bok, en barnbok, skrev hon generationsromanen Va' dove ti porta il cuore (1994, Gå dit hjärtat leder dig), vilket är 1900-talets mest sålda italienska roman. 
Under 1990-talet var Tamaro verksam som skribent i tidskriften Famiglia Cristiana.
På svenska utges Tamaro vid Forum bokförlag.
För att bota en svårartad huvudvärk började Tamaro med karate 1987, något hon fortsatt med. Andra intressen är ornitologi.
2018, inför utgivningen av hennes bok Il tuo sguardo illumina il mondo, berättade Tamaro att hon diagnosticerats med Aspergers syndrom och publicerade ett utdrag ur boken där hon skriver om sina erfarenheter av att leva med diagnosen.

### Originaltitlar
- La testa tra le nuvole (1989)
- Per voce sola (1991)
- Cuore di ciccia (1992)
- Il cerchio magico (1994)
- Va' dove ti porta il cuore (1994)
- Anima Mundi (1997)
- Cara Mathilda. Lettere a un'amica (1997)
- Tobia e l'angelo (1998)
- Verso casa (1999)
- Papirofobia (2000)
- Rispondimi (2001)
- Più fuoco più vento (2002)
- Fuori (2003)
- Ogni parola è un seme (2005)
- Ascolta la mia voce (2007)
- Luisito - Una storia d'amore (2008)
- Il grande albero, (2009)
- Per sempre, (2011)
- L' isola che c'è. Il nostro tempo, l'Italia, i nostri figli(2011).
- Ogni angelo è tremendo,(2013)
- Via Crucis. Meditazioni e preghiere, (2013)(E-book)
- Un'infanzia: adattamento teatrale di Adriano Evangelisti, (2013)(E-book)
- Sulle orme di San Francesco, (2014)(E-book)
- Illmitz, (2014)
- Salta Bart!, (2014)
- Un cuore pensante, (2015)
- Il tuo sguardo illumina il mondo (2018)

### Titlar översatta till svenska
- Med huvudet bland molnen (1995, La testa tra le nuvole)
- Ensamma röster (1996, Per voce sola)
- Eld, jord och vind (1997, Anima mundi)
- Gå dit hjärtat leder dig (1995, Va' dove ti porta il cuore)
- Svara mig (2001, Rispondimi)
- Lyssna på ditt hjärtas röst (2008; Ascolta la mia voce)